# Lake City (film)
Lake City è un film del 2008 diretto da Perry Moore e Hunter Hill.